# (5542) Moffatt
Pour les articles homonymes, voir Moffatt.
(5542) Moffatt est un astéroïde de la ceinture principale.

## Description
(5542) Moffatt est un astéroïde de la ceinture principale. Il fut découvert le 6 août 1978 à Bickley par l'Observatoire de Perth. Il présente une orbite caractérisée par un demi-grand axe de 2,59 UA, une excentricité de 0,16 et une inclinaison de 15,9° par rapport à l'écliptique.

## Origine du nom
Il est nommé d'après Ethelwin ("Win") Frances Flamsteed Moffatt, une descendante directe du frère de John Flamsteed, le premier Astronome royal d'Angleterre.

## Compléments